# Vanessa James
Vanessa James (Scarborough, 27 de septiembre de 1987) es una deportista canadiense que compite en patinaje artístico, en la modalidad de parejas (hasta 2019 compitió bajo la bandera de Francia).
Ganó dos medallas de bronce en el Campeonato Mundial de Patinaje Artístico sobre Hielo, en los años 2018 y 2022, y dos medallas en el Campeonato Europeo de Patinaje Artístico sobre Hielo, oro en 2019 y bronce en 2017.
Participó en cuatro Juegos Olímpicos de Invierno, entre los años 2010 y 2022, ocupando el sexto lugar en Sochi 2014 (equipo), el quinto en Pyeongchang 2018 (parejas) y el cuarto en Pekín 2022 (equipo).

## Palmarés internacional
| Representando a Francia |                           |                   |           |
| Campeonato Mundial      |                           |                   |           |
| Año                     | Lugar                     | Medalla           | Categoría |
| 2018                    | Milán (Italia)            | Medalla de bronce | Parejas   |
| Campeonato Europeo      |                           |                   |           |
| Año                     | Lugar                     | Medalla           | Categoría |
| 2017                    | Ostrava (República Checa) | Medalla de bronce | Parejas   |
| 2019                    | Minsk (Bielorrusia)       | Medalla de oro    | Parejas   |
| Representando a Canadá  |                           |                   |           |
| Campeonato Mundial      |                           |                   |           |
| Año                     | Lugar                     | Medalla           | Categoría |
| 2022                    | Montpellier (Francia)     | Medalla de bronce | Parejas   |